# Klassisk arkitektur
Klassisk arkitektur betecknar vanligtvis arkitektur som mer eller mindre medvetet härrör från principerna för grekisk och romersk arkitektur i den klassiska antiken, eller ibland ännu mer specifikt, från verk av den romerska arkitekten Vitruvius. Grunden är den antika grekiska arkitekturens tre kolonnordningar: dorisk ordning, jonisk och korintisk, som kompletterades med komposita i Romarriket. Efter antiken har den klassiska traditionen från grekisk och romersk arkitektur varit dominerande i Europa och senare även Amerika, Australien och på andra håll. Även arabisk arkitektur bygger i hög grad på grekiska och romerska förebilder. Klassisk arkitektur förblev dominerande fram till omkring andra världskriget. Under denna långa tid utvecklades många olika stilar inom den klassiska traditionen, till exempel romanik, gotik, barock och 1800-talets nystilar.
Även om klassiska arkitekturstilar kan variera mycket, kan de i allmänhet alla sägas dra nytta av en gemensam "vokabulär" av dekorativa och konstruktiva element. I mycket av västvärlden har olika klassiska arkitektoniska stilar dominerat arkitekturens historia från renässansen till andra världskriget, även om det fortsätter att informera många arkitekter fram till i dag.
Termen klassisk arkitektur gäller också alla typer av arkitektur som har utvecklats till ett mycket förfinat tillstånd, såsom klassisk kinesisk arkitektur eller klassisk Maya-arkitektur. Det kan också hänvisa till vilken arkitektur som helst som använder klassisk estetisk filosofi. Termen kan användas annorlunda än "traditionell" eller "folklig arkitektur", även om den kan dela underliggande axiom med den.
Termen klassicism syftar på strävanden att återgå till en stil som är mer trogen den antika arkitekturen. Klassicism har haft en stark ställning bland annat under sent 1700-tal och under 1920-talet.